# Ciclismo ai Giochi della XXVI Olimpiade - Inseguimento individuale femminile
Le gare di Inseguimento individuale femminile dei Giochi della XXVI Olimpiade furono disputate il 25, 27 e 28 luglio al Velodromo Stone Mountain a Stone Mountain, negli Stati Uniti. La medaglia d'oro fu vinta dall'italiana Antonella Bellutti, mentre l'argento e il bronzo sono andati rispettivamente alla francese Marion Clignet e alla tedesca Judith Arndt.

## Programma
Tutti gli orari sono UTC-4
| Data           | Ora (UTC-4) | Turno            |
| -------------- | ----------- | ---------------- |
| 25 luglio 1996 | 9:30        | Qualificazioni   |
| 25 luglio 1996 | 13:55       | Quarti di finale |
| 27 luglio 1996 | 11:35       | Semifinali       |
| 28 luglio 1996 | 12:30       | Finale           |

## Record
Prima della competizione il record del mondo e il record olimpico erano i seguenti:
| Record mondiale | 3'31"924 | Antonella Bellutti | 6 aprile 1996 Cali, Colombia      |
| Record olimpico | 3'41"509 | Petra Rossner      | 30 luglio 1992 Barcellona, Spagna |

## Risultati

### Round di qualificazione
Il round di qualificazione vide le 12 partecipanti gareggiare una contro l'altra in gare da due, su una distanza di 3000 metri. Le atlete con i migliori otto tempi passarono al turno successivo.
Nota: OR record olimpico, RM record mondiale
| Manche | Atleta             | Nazione       | Tempo    | Posiz | Note |
| ------ | ------------------ | ------------- | -------- | ----- | ---- |
| 1      | Sarah Ulmer        | Nuova Zelanda | 3'43"176 | 5     | Q    |
| 1      | Wang Qingzhi       | Cina          | 3'49"823 | 11    |      |
| 2      | May Britt Hartwell | Norvegia      | 3'43"824 | 9     |      |
| 2      | Seiko Hashimoto    | Giappone      | 3'52"745 | 12    |      |
| 3      | Judith Arndt       | Germania      | 3'40"335 | 5     | Q    |
| 3      | Rasa Mažeikytė     | Lituania      | 3'43"590 | 7     | Q    |
| 4      | Marion Clignet     | Francia       | 3'35"774 | 3     | Q    |
| 4      | Natalya Karimova   | Russia        | 3'45"246 | 10    |      |
| 5      | Antonella Bellutti | Italia        | 3'34"130 | 1     | Q    |
| 5      | Yvonne McGregor    | Gran Bretagna | 3'39"545 | 3     | Q    |
| 6      | Rebecca Twigg      | Stati Uniti   | 3'39"849 | 4     | Q    |
| 6      | Kathryn Watt       | Australia     | 3'43"658 | 8     | Q    |

### Primo turno
Il primo turno vide l'accoppiamento delle atlete in base ai tempi del turno precedente, quindi la prima contro l'ottava e così via. Le vincitrici di ogni gara passarono al turno successivo.
| Manche | Atleta             | Nazione       | Tempo    | Posiz | Note |
| ------ | ------------------ | ------------- | -------- | ----- | ---- |
| 1      | Judith Arndt       | Germania      | 3'38"898 | 3     | Q    |
| 1      | Rebecca Twigg      | Stati Uniti   | 3'41"611 | 5     |      |
| 2      | Yvonne McGregor    | Gran Bretagna | 3'41"287 | 4     | Q    |
| 2      | Sarah Ulmer        | Nuova Zelanda | 3'45"761 | 7     |      |
| 3      | Marion Clignet     | Francia       | 3'36"446 | 2     | Q    |
| 3      | Rasa Mažeikytė     | Lituania      | 3'42"129 | 6     |      |
| 4      | Antonella Bellutti | Italia        | 3'32"371 | 1     | Q    |
| 4      | Kathryn Watt       | Australia     | OVT      | 8     |      |

### Semifinali
Le semifinali videro l'accoppiamento delle atlete in base ai tempi del turno precedente, quindi la prima contro la quarta e così via. Le vincitrici con i due migliori tempi si affrontarono per l'oro, mentre la perdente con il tempo migliore vince la medaglia di bronzo.
| Manche | Atleta             | Nazione       | Tempo    | Posiz | Note |
| ------ | ------------------ | ------------- | -------- | ----- | ---- |
| 1      | Marion Clignet     | Francia       | 3'35"412 | 2     | Q    |
| 1      | Judith Arndt       | Germania      | 3'38"744 | 3     |      |
| 2      | Antonella Bellutti | Italia        | 3'34"404 | 1     | Q    |
| 2      | Yvonne McGregor    | Gran Bretagna | 3'40"885 | 4     |      |

### Finale
| Posizione | Atleta             | Nazione | Tempo    | Note |
| --------- | ------------------ | ------- | -------- | ---- |
|           | Antonella Bellutti | Italia  | 3'33"595 |      |
|           | Marion Clignet     | Francia | 3'38"571 |      |